# Махарский, Франтишек
Франтишек Махарский (пол. Franciszek Macharski; 20 мая 1927, Краков, Польша — 2 августа 2016, там же) — польский кардинал. Архиепископ Кракова с 29 декабря 1978 по 3 июня 2005. Кардинал-священник с титулом церкви Сан-Джованни-а-Порта-Латина с 30 июня 1979.

## Биография
Во время Второй мировой войны был простым рабочим. После окончания войны поступил в краковскую семинарию. После окончания Ягеллонского университета был рукоположён 2 апреля 1950 года в священника краковским архиепископом Адамом Сапегой. В течение 6 лет работал в небольшом приходе возле города Бельско-Бяла. В 1956 году отправился на обучение во Фрайбург, где стал изучать богословие. По окончании Фрайбургского университета в 1960 году получил научную степень доктора богословия. По возвращении в Краков был назначен духовным отцом краковской семинарии. В 1970 году Франтишек Махарский был назначен ректором семинарии и одновременно стал преподавать в Краковском папском университете. В 1977 году был назначен каноником краковского собора на Вавеле. Доктор honoris causa Университета кардинала С. Вышиньского (Варшава). 
22 декабря 1978 года Римский папа Иоанн Павел II назначил Франтишека Махарского архиепископом Кракова. 6 января 1979 года Францишек Махарский был рукоположён в епископа.
3 июня 2005 года Римский папа Бенедикт XVI принял прошение Франтишека Махарского об отставке.
Скончался 2 августа 2016 года в Университетской клинике Кракова. За несколько дней перед смертью его навсетил Римский папа Франциск, который в это время участвовал во Всемирном дне молодёжи 2016, проходящем в Кракове. 5 августа 2016 года кардинал Франтишек Махарский был похоронен в крипте епископов собора святых Станислава и Вацлава на Вавеле.